# Ural Batir
Az Ural Batir Baskíria nemzeti eposza, melyben természetfeletti lényekkel harcol a hős, és a történet általános igazságokat mond ki, erkölcsi tanításokat jelenít meg (klasszikus jó–rossz harca, bűn, bűntudat, „ne ölj”), ezen túl természeti jelenségeket is leír (özönvíz). Több mint 4000 soros, 1910-ben jegyezte le először Muhametsa Abrahmanovics Burangulov (Мухаметша Абдрахманович Бурангулов) néprajzkutató.

## Cselekménye
Főhőse Ural, az első emberpár, Jenbirze és Jenbike fia, ki becsületes és bátor, őszinte és szerény, és feltett szándéka, hogy legyőzi a gonoszt, mely a Halál képében jelenik meg. Testvére, Sülgen (Шүлгән) Ural ellentéte, átáll a gonosz oldalára. Ural szürkésfehér szárnyas lován, Akbuzaton (Аҡбуҙат) lovagolva siet a bajbajutottak megmentésére. Számos dévvel harcol, hatalmaskodó uraknak áldozatként felajánlott férfiakat és nőket ment meg. Megszerzi az örök élet vizét és szétszórja maga körül, hogy a természet örökké éljen. Sülgen ármánykodásai folytán meghal és belőle lesz az Uraltau hegység. Gyermekei tovább élnek. Bár Ural a Halál ellen harcol, a halált legyőzni fizikailag lehetetlen, az örök életet azonban az ember jó tettei alapozzák meg, melyre az utókor emlékezik. 
| „                                                          | Hajdan, hajdan, hajdanán, Mélységes idők hajnalán, Túl minden szárazföldeken, Láb nem járta helyeken, Lélek nem látta tájakon, Távol a tengeren, Tenger ölelte szigeten, Világnak messzi zugában Élt vala hajdan magában Egy öregember, Jenbirze S egy öregasszony, Jenbike. | ” |
| – Az eposz első néhány sora. Fordította: Buda Ferenc, 1983 | |   |